# 國中女生 (電影)
《國中女生》是一部台灣的青春電影。於1989年7月22日上映。陳國富由影評人轉當導演的第一部作品。
拍攝風格嚴肅而寫實。兩位女主角陸元琪與陳德容均為第一次演出電影。

## 劇情
從前段班轉來後段班的小莉與同班同學秀秀是無話不談的閨蜜。後來小莉愛上校外的成年男性小九，秀秀看出小九對小莉心懷不軌，便將事情告訴簡老師，小莉因此對秀秀產生嫌隙。小莉被簡老師處罰而負氣逃學、離家出走，與小九同居。小莉目睹小九因積欠賭債被毆打，自願賣淫幫小九還債。
秀秀、阿寶、局長與李珊一起商量對策，打聽小莉的下落。局長策劃讓秀秀當誘餌去勾引小九以便找到小莉，同時用呼叫器與局長保持聯繫。局長打電話假裝嫖客對小九套話，套出小莉的下落後，秀秀眼看任務成功，準備起身離開時卻發現門窗早已上鎖。秀秀在危急之際將自己鎖在房間裡，此時小九又接到債主的討債電話，於是打算將秀秀賣給人口販子來為自己抵債。
阿寶找到小莉並將秀秀的錄音交給小莉。小莉聽了錄音後立刻趕往小九的住處帶秀秀離開。小莉認清了小九的惡行，回歸正常的校園生活。

## 人物角色
| 演員   | 角色         | 介紹                                                             |
| 陸元琪 | 小莉／吳茉莉 | 國中三年級生。 天資聰穎卻無心向學。 被小九誘姦而淪為雛妓。       |
| 陳德容 | 秀秀／林春秀 | 國中三年級生。 文靜乖巧，有演戲的天分。 話劇社成員。暗戀簡老師。 |
| 庹宗華 | 簡老師       | 班導師。 話劇社的指導老師。                                      |
| 張世   | 小九         | 校外的成年男性。 人口販子。專門誘姦未成年少女。                  |
| 譚至剛 | 阿寶／陳金寶 | 國中二年級生。 學校的鼓號樂隊成員。 單戀小莉，多次告白遭拒。     |
| 章志華 | 局長／杜以康 | 國中三年級生。 蒐集全校師生的情報來牟利而被大鳥勒索。            |
| 林靜儀 | 李珊         | 國中三年級生。 學校的太妹。                                      |
| 戴普熙 | 大鳥         | 國中三年級生。 學校的流氓。                                      |
| 何璦芸 |              | 小莉的媽媽。                                                     |
| 林陽   |              | 秀秀的爸爸。                                                     |
| 王利   |              | 秀秀的媽媽。                                                     |
| 劉畊宏 |              | 在路邊搭訕李珊的男子。                                           |

## 主題曲
| 歌名       | 演唱者 | 作曲   | 填詞   | 編曲   |
| 無言的表示 | 陳淑樺 | 羅大佑 | 羅大佑 | 李正帆 |

## 獎項
第二屆中時晚報電影獎1989年優秀影片獎

## 取景
- 臺北市立仁愛國民中學[8]
- Soho Disco 舞廳
- 東門町遊樂場
- 錢櫃MTV
- 統領撞球俱樂部
- 犂莊西餐廳[9]

## 外部連結
- 台灣電影網上《國中女生》的資料（繁體中文）
- 開眼電影網上《國中女生》的資料（繁體中文）
- 豆瓣电影上《國中女生》的資料 （简体中文）
- 时光网上《國中女生》的資料（简体中文）
- 香港影庫上《國中女生》的資料（繁體中文）
- 互联网电影数据库（IMDb）上《國中女生》的资料（英文）